# Drosera uniflora
Drosera uniflora är en sileshårsväxtart som beskrevs av Carl Ludwig von Willdenow. Drosera uniflora ingår i släktet sileshår, och familjen sileshårsväxter.
Artens utbredningsområde är:
- Chubut (Argentina).
- Río Negro (Argentina).
- Santa Cruz (Argentina).
- Santa Fé (Argentina).
- Eldslandet.
- Región de Los Lagos (Chile).
- Región de Magellanes (Chile).
- Falklandsöarna.

Inga underarter finns listade i Catalogue of Life.